# Changqi (köpinghuvudort i Kina, Guizhou Sheng, lat 28,62, long 106,07)
Changqi (kinesiska: 长期, 长期镇) är en köpinghuvudort i Kina. Den ligger i provinsen Guizhou, i den sydvästra delen av landet, omkring 230 kilometer norr om provinshuvudstaden Guiyang. Antalet invånare är 17 166. Befolkningen består av 8 601 kvinnor och 8 565 män. Barn under 15 år utgör 26,0 %, vuxna 15-64 år 57 %, och äldre över 65 år 15,0 %.